# Joy Frempong

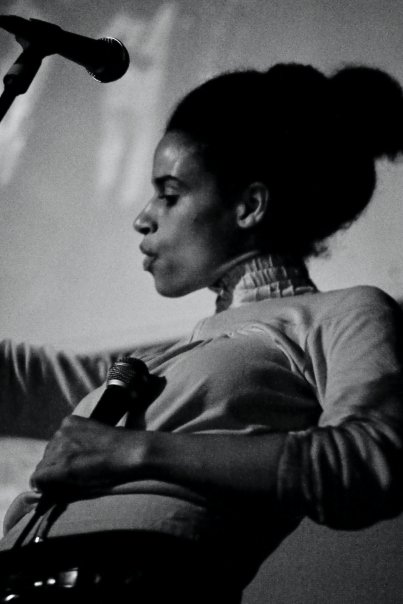
Joy Frempong mit Filewile, 2009

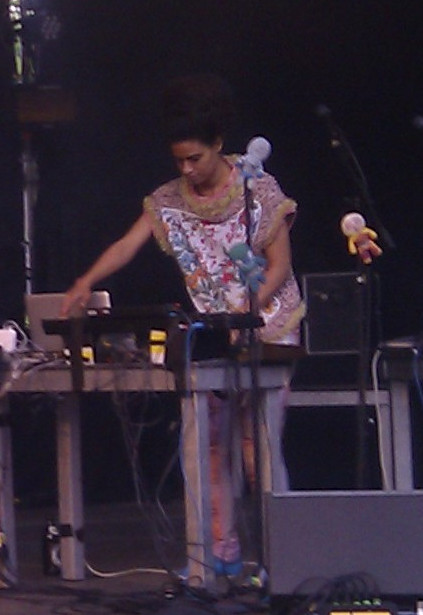
„Oy“, 2013

Joy Frempong (* 1978 in Bolgatanga, Ghana) ist eine schweizerisch-ghanaische Sängerin, Vokalkünstlerin und Elektronik-Musikerin, die auch unter ihrem Band- und Projektnamen „Oy“ bekannt ist. Sie lebt seit ein paar Jahren in Berlin.

## Leben und Wirken
Frempong, geboren in Ghana als Tochter eines ghanaischen Vaters und einer schweizerischen Mutter, zog mit ihrer Familie im Alter von sieben Jahren in die Schweiz, wo sie in Dietlikon aufwuchs. Die Matura absolvierte sie 1998 in Zürich, wo sie zunächst auch ein Studium der Ethnologie begann und parallel den Vorkurs für die Jazzschule besuchte. Ab 2000 studierte sie in Bern Jazzgesang mit Vertiefung Pädagogik und Komposition an der Hochschule für Musik und Theater Bern.
Frempong war und ist als Sängerin aktiv in verschiedenen Bands und Musikprojekten. So sang sie von 2006 bis 2009 bei der Experimentalformation „Lauschangriff“ und seit 2007 bei der Elektro-Dub-Band „Filewile“. Mit dem Musiker und DJ William Bottin startete sie 2007 das gemeinsame Musikprojekt „Tinpong“. Auch das Impro-Jazz-Trio Hans Koch, Martin Schütz und Fredy Studer engagierte Frempong als Sängerin für einige Projekte. Fredy Studer und Frempong sind beide auch Mitglieder der 2008 gegründeten Band „Phall Fatale“, wo Frempong nicht nur singt, sondern auch Sampler und diverse kleine Instrumente spielt. In diesen unterschiedlichen Formationen trat sie 2007, 2010 und 2012 auch auf dem Taktlos Festival auf.
2010 veröffentlichte sie nach vier Jahren Arbeit unter dem Pseudonym „Oy Rempong“ bzw. kurz „OY“ ihr erstes Solo-Album First Box Then Walk beim Schweizer Label Creaked Records und trat damit am Montreux Jazz Festival auf. Die erste Pressung des Albums war sofort ausverkauft. Nachdem der Filmkomponist Marcel Blatti aka „Lleluja-Ha“ als Schlagzeuger zu „Oy“ hinzugestoßen war, veröffentlichte das Duo 2013 das zweite Projektalbum Kokokyinaka. Das Duo tourt seither international. Mit Philippe Ehinger trat sie 2012 zusammen auf; dabei entstand für Unit Records das Konzertalbum Les voisins ne parlent pas tous la même langue.

## Diskographische Hinweise
- Because You Are a Girl (2004, Stradivarius)
- Filewile Blueskywell (2009, Mouthwatering Records)
- OY First Box Then Walk (2010, Creaked Records)
- Phall Fatale Charcoal from Fire (2009–10, Kuenschtli.ch; mit Joana Aderi, John Edwards, Daniel Sailer, Fredy Studer)
- OY Kokokyinaka (2012, Creaked Records)
- Joy Frempong & Philippe Ehinger Les voisins ne parlent pas tous la même langue (2012, Unit Records)
- OY No Problem Saloon (2014, Crammed Discs)[8]
- OY Space Diaspora (2016, Crammed Discs)[9]